# Miasta Dominikany
Według danych oficjalnych pochodzących z 2010 roku Dominikana posiadała ponad 70 miast o ludności przekraczającej 10 tys. mieszkańców. Stolica kraju Santo Domingo jako jedyne miasto liczyło ponad milion mieszkańców; 1 miasto z ludnością 500÷1000 tys.; 8 miast z ludnością 100÷500 tys.; 8 miast z ludnością 50÷100 tys.; 14 miast z ludnością 25÷50 tys. oraz reszta miast poniżej 25 tys. mieszkańców.

## Największe miasta w Dominikanie
Największe miasta w Dominikanie według liczebności mieszkańców (stan na 01.12.2010):
| L.p. | Miasto                   | Prowincja            | Liczba ludności |
| ---- | ------------------------ | -------------------- | --------------- |
| 1.   | Santo Domingo            | Distrito Nacional    | 2 581 827       |
| 2.   | Santiago                 | Santiago             | 550 753         |
| 3.   | Los Alcarrizos           | Distrito Nacional    | 245 269         |
| 4.   | La Romana                | La Romana            | 224 882         |
| 5.   | San Pedro de Macorís     | San Pedro de Macorís | 185 255         |
| 6.   | Higüey                   | La Romana            | 147 978         |
| 7.   | San Cristóbal            | San Cristóbal        | 138 455         |
| 8.   | San Francisco de Macorís | Duarte               | 132 725         |
| 9.   | Puerto Plata             | Puerto Plata         | 118 282         |
| 10.  | La Vega                  | La Vega              | 104 536         |

## Alfabetyczna lista miast w Dominikanie
Spis miast Dominikany powyżej 10 tys. mieszkańców według danych szacunkowych z 2010:
- Azua (de Compostela)
- Bajos de Haina
- Baní
- Barahona (Santa Cruz de Barahona)
- Bayaguana
- Boca Chica
- Bonao
- Cabral
- Cambita Garabitos
- Comendador (Elías Piña)
- Constanza
- Consuelo
- Cotuí
- Dajabón
- El Seibo (Santa Cruz del Seibo)
- Esperanza
- Hato del Yaque
- Hato Mayor (del Rey)
- Higüey (Salvaleón de Higüey)
- Jarabacoa
- Jimaní
- La Caleta
- La Guáyiga
- La Mata
- La Otra Banda
- La Romana
- Las Guáranas
- Las Matas de Farfán
- Las Palomas
- Las Terrenas
- La Vega (Concepción de la Vega)
- La Victoria
- Los Alcarrizos
- Maimón
- Mao
- Moca
- Monte Cristi (San Fernando de Monte Cristi)
- Monte Plata
- Nagua
- Neiba
- Pedernales
- Pedro Brand
- Peralta
- Puerto Plata (San Felipe de Puerto Plata)
- Quisqueya
- Sabana de la Mar
- Sabana Grande de Boyá
- Sabana Yegua
- Sabaneta (San Ignacio de Sabaneta)
- Salcedo
- Santa Bárbara de Samaná (Samaná)
- San Antonio de Guerra
- Sánchez
- San Cristóbal (Beneménta de San Cristóbal)
- San Francisco de Macorís
- San Gregorio de Nigua
- San José de Ocoa
- San Juan (de la Maguana)
- San Luis
- San Pedro de Macorís
- Santiago (de los Caballeros)
- Santo Domingo (de Guzman)
- Tamboril
- Verón Punta Cana
- Vicente Noble
- Villa Altagracia
- Villa Bisonó (Navarrete)
- Villa González
- Villa Montellano
- Villa Vásquez
- Yamasá